# مات مازا
مات مازا (بالإنجليزية: Matt Mazza)‏ مواليد 23 سبتمبر 1923 في نياجارا فولز - الوفاة 11 سبتمبر 2003، كان لاعب كرة سلة أمريكي. بدأ مسيرته الاحترافية في سنة 1949. حمل الرقم 8. اعتزل اللعب في 1950. لعب مع فريق شيبويغن ريد سكينز.

## روابط خارجية
- مات مازا على موقع إن بي أي (الإنجليزية)
- مات مازا على موقع سبورتس رفرنس (الإنجليزية)
- مات مازا على موقع ريلجم (الإنجليزية)
- مات مازا على موقع بروبوليرز (الإنجليزية)